# Calyptranthes guayabillo
Calyptranthes guayabillo är en myrtenväxtart som beskrevs av Brother Alain. Calyptranthes guayabillo ingår i släktet Calyptranthes och familjen myrtenväxter. Inga underarter finns listade i Catalogue of Life.